# جنبش زنده سازی راک کلاسیک
جنبش زنده سازی راک کلاسیک که به نام موج نو راک کلاسیک نیز شناخته می‌شود زیر سبکی از موسیقی راک است که به منظور تقلید از موسیقی قدیم تر راک مانند بلوز راک، هارد راک، سایکدلیک راک، پراگرسیو راک و سافت راک در دهه‌های ۱۹۶۰ و ۱۹۷۰ است. این زیر سبک از نیمه دوم تا سال‌های پایانی دهه ۲۰۱۰ با هدف زنده کردن راک کلاسیک به وجود آمد، این جنبش ناهم سو با پاپ راک و آلترناتیو راک است که نزدیک به سه دهه موسیقی راک را دربر گرفته‌اند. از گروه‌های مهم این جنبش می‌توان د استراس، درتی هانی، دورتی، کرون لندز، گودبای جوون، تایلر براینت اند د شیکدوون، وایت ریپر، جویوس ولف، تاندرپوسی، نیک پری و لارکین جو را نام برد.